# Bianor quadrimaculatus
Bianor quadrimaculatus är en spindelart som först beskrevs av Lawrence 1928.  Bianor quadrimaculatus ingår i släktet Bianor och familjen hoppspindlar. Inga underarter finns listade.